# Немировская городская община
Немировская городская община (укр. Немирівська міська громада) — образованная территориальная община в Винницком районе Винницкой области Украины.
Административный центр — город Немиров.

## Населённые пункты
В составе общины 1 город (Немиров) и 52 села:
| Алексеевка      | Алексеевка      | Гунька      | Гунька      | Лука             | Лука             | Потоки        | Потоки        |
| Байраковка      | Байраковка      | Данилки     | Данилки     | Малая Бушинка    | Малая Бушинка    | Рубань        | Рубань        |
| Берёзовка       | Берёзовка       | Дубмасловка | Дубмасловка | Марьяновка       | Марьяновка       | Сажки         | Сажки         |
| Боблов          | Боблов          | Дубовец     | Дубовец     | Медвежья         | Медвежья         | Селевинцы     | Селевинцы     |
| Бондуровка      | Бондуровка      | Зарудинцы   | Зарудинцы   | Межигорка        | Межигорка        | Соколец       | Соколец       |
| Будки           | Будки           | Зеленянка   | Зеленянка   | Монастырёк       | Монастырёк       | Сорокотяжинцы | Сорокотяжинцы |
| Великая Бушинка | Великая Бушинка | Йосипенки   | Йосипенки   | Муховцы          | Муховцы          | Сподахи       | Сподахи       |
| Волчок          | Волчок          | Казаковка   | Казаковка   | Никифоровцы      | Никифоровцы      | Стрельчинцы   | Стрельчинцы   |
| Воробиевка      | Воробиевка      | Каролина    | Каролина    | Новая Николаевка | Новая Николаевка | Супруновка    | Супруновка    |
| Гвоздев         | Гвоздев         | Ковалевка   | Ковалевка   | Озеро            | Озеро            | Чаульское     | Чаульское     |
| Глинянец        | Глинянец        | Коровайна   | Коровайна   | Остапковцы       | Остапковцы       | Чуков         | Чуков         |
| Головеньки      | Головеньки      | Криковцы    | Криковцы    | Перепеличье      | Перепеличье      | Шелудьки      | Шелудьки      |
| Гостинное       | Гостинное       | Кудлаи      | Кудлаи      | Подольское       | Подольское       | Язвинки       | Язвинки       |